# Вакцинація проти COVID-19 у Болівії
Вакцинація проти COVID-19 у Болівії — це кампанія масової імунізації населення Болівії проти COVID-19 під час пандемії коронавірусної хвороби. Вакцинальна кампанія в країні розпочалася 29 січня 2021 року.

## Вакцинація за департаментами
| Департамент | Департамент | Перша доза | Друга доза |
| ----------- | ----------- | ---------- | ---------- |
| 1           | Санта-Крус  | 144 159    | 63 967     |
| 2           | Ла-Пас      | 153 410    | 53 760     |
| 3           | Кочабамба   | 113 785    | 52 076     |
| 4           | Тариха      | 34 412     | 13 899     |
| 5           | Потосі      | 33 954     | 14 281     |
| 6           | Чукісака    | 50 960     | 16 211     |
| 7           | Бені        | 41 392     | 10 375     |
| 8           | Оруро       | 36 413     | 13 291     |
| 9           | Пандо       | 29 209     | 3 009      |
| Всього      | Всього      | 637 694    | 240 869    |

## Прибуття вакцини
- Спутник V: 28 січня 2021 — 20 тисяч доз[1], 14 квітня 2021 — 25 тисяч доз[2], 20 квітня 2021—200 тисяч доз[3], 15 травня 2021—400 тисяч доз[4], 12 червня 2021—100 тисяч доз[5], 9 липня 2021—527 тисяч доз[6], 8 серпня 2021 — 125460 доз[7]
- Sinopharm — 24 лютого 2021—500 тисяч доз[8], 30 березня 2021—200 тисяч доз[9], 11 травня 2021 — 334400 доз[10], 14 травня 2021 — 334400 доз[11], 17 травня — 331200 доз[12], 22 червня 2021—500 тисяч доз[13], 24 червня 2021—500 тисяч доз[14], 11 липня 2021—500 тисяч доз[15], 17 липня 2021—500 тисяч доз[16], 23 липня 2021—500 тисяч доз[17], 30 липня 2021—500 тисяч доз[18], 2 серпня 2021—500 тисяч доз[19], 6 серпня 2021—500 тисяч доз[20]
- Oxford-AstraZeneca: 21 березня 2021—228 тисяч (через COVAX)[21], 13 червня 2021—150 тисяч доз[22]
- Pfizer–BioNTech: 29 квітня 2021 — 92430 доз (через COVAX)[23], 26 травня 2021 — 100626 доз (через COVAX)[24]
- Janssen: 11 липня 2021 — 1,008 мільйона доз (через COVAX)[25]